# Cemetery Skyline
Cemetery Skyline ist eine finnisch-schwedische Gothic-Rock-/Dark-Rock-Band.

## Geschichte
Im Jahre 2018 waren die finnischen Bands Amorphis und Omnium Gatherum gemeinsam auf Tournee durch Nordamerika. Amorphis’ Keyboarder Santeri Kallio und der Gitarrist Markus Vanhala von Omnium Gatherum, der auch bei Insomnium spielt, hatten die Idee, einmal gemeinsam Musik zu machen. Zwei Jahre später rief Vanhala Kallio an, um das Projekt in die Tat umzusetzen. Nach einigen Demoaufnahmen kontaktierten sie den Sänger Mikael Stanne von Dark Tranquillity, der sofort zusagte. Stanne schlug noch Viktor Brandt von Dimmu Borgir als Bassisten vor. Komplettiert wurde die Besetzung durch den Schlagzeuger Vesa Ranta (The Abbey, The Man-Eating Tree, ex-Sentenced).
Die Musiker nahmen zusammen ein Demo auf, welches sie an fünf der größten europäischen Plattenlabels verschickten. Santeri zeigte sich überrascht, dass alle Labels die Band unter Vertrag nehmen wollten. Schließlich unterzeichnete die Band einen Vertrag bei Century Media. Die Musiker nahmen daraufhin in Eigenregie ihr Debütalbum Nordic Gothic auf, welches am 11. Oktober 2024 erschien und Platz drei der finnischen und Platz 41 der Schweizer Albumcharts erreichte. Zuvor spielte die Band im August 2024 ihr erstes Konzert beim John Smith Rock Festival im finnischen Laukaa. Am 7. März 2025 veröffentlichte die Band ihre Coverversion des Liedes I Drove All Night, welches im Original von Cyndi Lauper ist.

## Stil
Cemetery Skyline spielen melodischen Gothic-/Dark-Rock. Keyboarder Santeri Kallio nannte Bands wie Type O Negative, The Mission, The Sisters of Mercy und Killing Joke als Vorbilder. In Rezensionen zum Debütalbum Nordic Gothic wurden Vergleiche zu Bands wie Tiamat, Fields of the Nephilim oder HIM gezogen. Im Gegensatz zu seinen anderen Bands setzt Sänger Mikael Stanne bei Cemetery Skyline voll auf klaren Gesang und verzichtet auf Growling.

## Diskografie
Studioalben

| Jahr | Titel Musiklabel            | Höchstplatzierung, Gesamtwochen, AuszeichnungChartplatzierungen (Jahr, Titel, Musiklabel, Platzierungen, Wochen, Auszeichnungen, Anmerkungen) | Höchstplatzierung, Gesamtwochen, AuszeichnungChartplatzierungen (Jahr, Titel, Musiklabel, Platzierungen, Wochen, Auszeichnungen, Anmerkungen) | Anmerkungen                            |
| Jahr | Titel Musiklabel            | CH | FI | Anmerkungen                            |
| ---- | --------------------------- | --- | --- | -------------------------------------- |
| 2024 | Nordic Gothic Century Media | CH41 (1 Wo.)CH | FI3 (1 Wo.)FI | Erstveröffentlichung: 11. Oktober 2024 |

Musikvideos
- 2024: Violent Storm
- 2024: In Darkness
- 2024: Torn Away
- 2024: Behind the Lie